# Pfarrkirche Neuerdberg

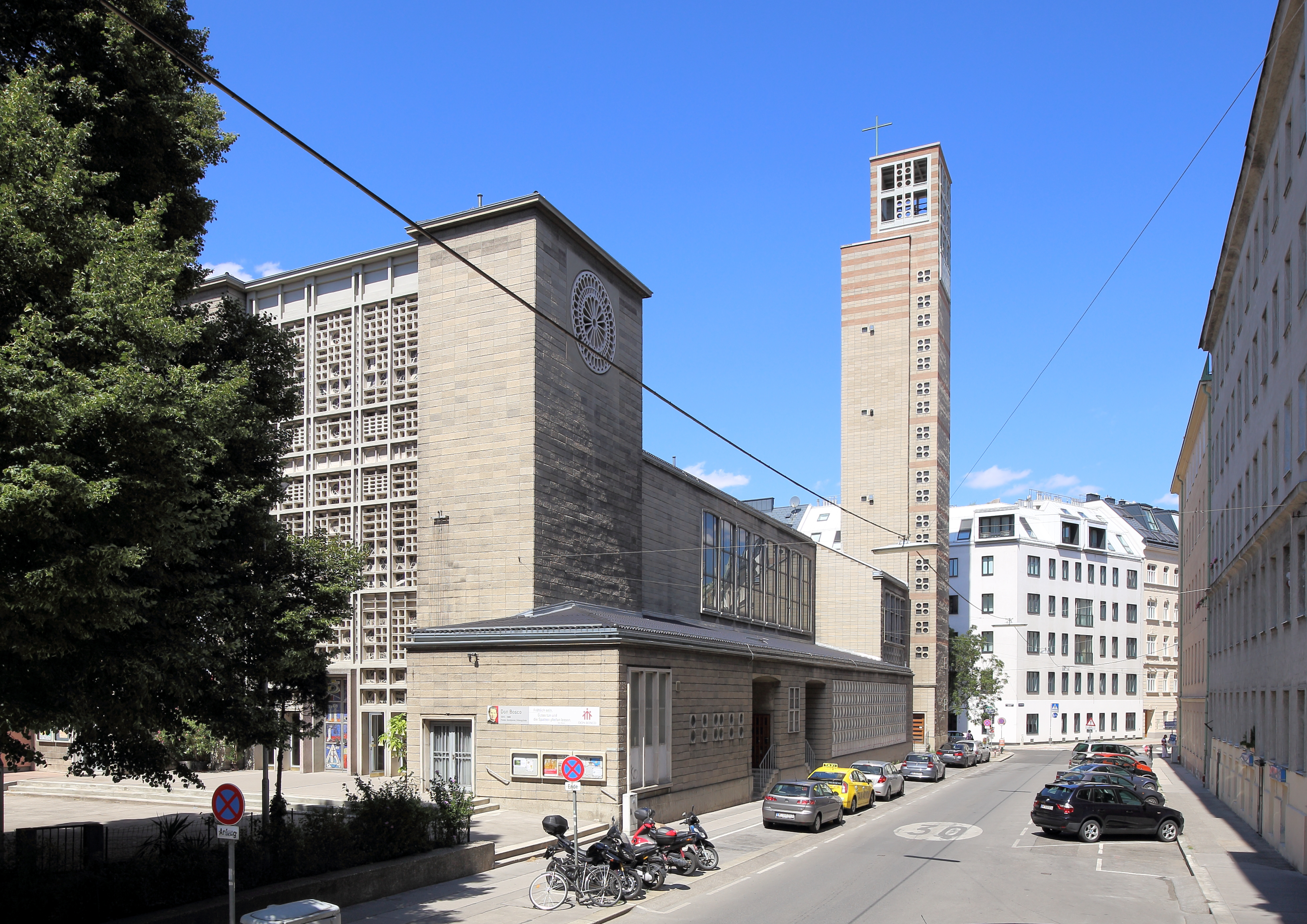
Don-Bosco-Kirche mit Wohnkirchturm

Die Pfarrkirche Neuerdberg (auch: Pfarrkirche Don Bosco) ist eine römisch-katholische Pfarrkirche im 3. Wiener Gemeindebezirk Landstraße im Bezirksteil Erdberg in der Hagenmüllergasse 33. Die Pfarre liegt im Dekanat 3 des zur Erzdiözese Wien gehörenden Vikariates Wien Stadt. Die Kirche wurde in den Jahren 1954 bis 1958 errichtet und ist dem heiligen Johannes Bosco geweiht. Das Bauwerk steht unter Denkmalschutz (Listeneintrag).

## Geschichte
In den Jahren 1908 bis 1910 ließ die Ordensgemeinschaft der Salesianer Don Boscos das Salesianum mit einer Kapelle nach Plänen des Architekten Corradi, die den heiligen Schutzengeln geweiht wurde, errichten. Diese wurde 1939 zur Pfarrkirche erhoben und nach Plänen des Architekten Robert Kramreiter neu gestaltet. Die Schäden, die während des Zweiten Weltkrieges entstanden, wurden nach dem Krieg wieder behoben. Die neue Kirche, ein Stahlbetonbau, wurde in den Jahren 1954 bis 1958 neben dem Salesianum nach Plänen von Robert Kramreiter neu errichtet. Seit der Erbauung der neuen Pfarrkirche dient die Kapelle von Corradi wieder als Hauskapelle des Salesianums.
Am 5. Juli 1964 feierte Ludwig Schwarz, dessen Eltern damals im Pfarrgebiet wohnten, seine Primiz in der Pfarrkirche.

## Baubeschreibung
Die Kirche ist ein gut proportionierter, längsgerichteter Bau mit Stahlbetonwänden und Beton-Maßwerkfenstern.

### Äußeres

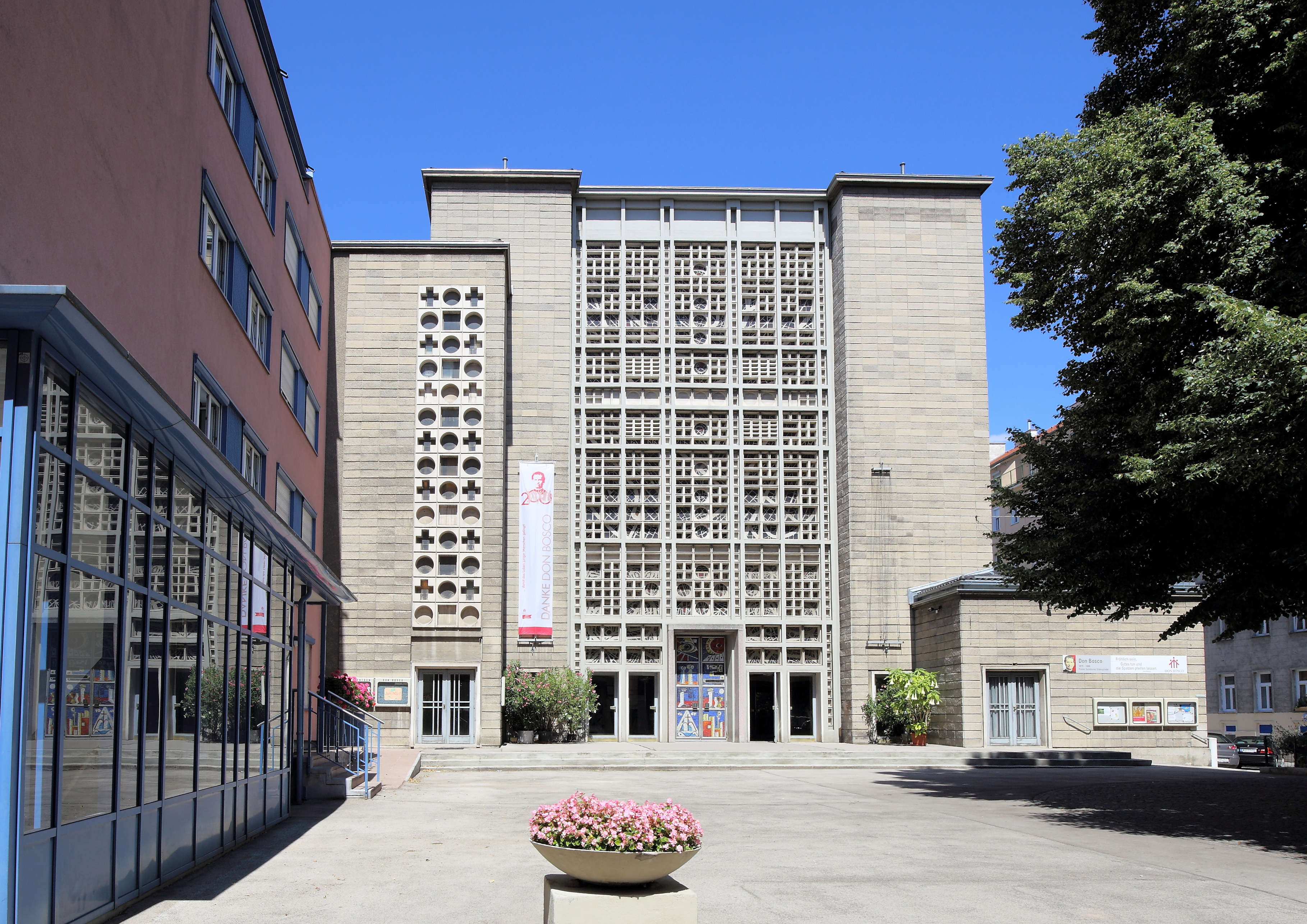
Südwestansicht der Pfarrkirche

Zwischen der hoch aufragenden Fassade der Eingangshalle und dem neben dem Altarraum stehenden Glockenturm erstreckt sich die längsrechteckige Kirchenhalle mit niedrigeren Seitenschiffen. Der Chor endet in einer flachen Konche. Die Eingangsfassade ist in ihrer ganzen Höhe durch ein ornamental verziertes Glas-Beton-Fenster geöffnet.
Der Kirchturm im Nordosten ist als Wohnturm mit der Nutzung als Jugendherberge ausgebildet, vor allem für jeweils eine Woche (sog. Wienwoche) für Schüler aus den Bundesländern Österreichs zum Kennenlernen der Bundeshauptstadt Wien. Dieser Wohnturm ist derzeit auf Grund von Baufälligkeit gesperrt.
Das Mitteltor an der Südseite der Kirche besteht aus zwei Flügeln mit Emailmosaik und Silikatsteinen von Otto Beckmann. In acht Feldern werden das Mysterium der Schöpfung und die sieben Sakramente dargestellt.

### Inneres
Der hohe Kirchenraum wird von nur vier Pfeilern gestützt. Dadurch ist es möglich, von jedem Punkt der Kirche mindestens zwei Drittel des Altarraumes zu sehen. Durch die Deckenkonstruktion des Mittelschiffs aus konvexen Betonschalen wird der Eindruck eines Zeltes vermittelt. Die durchbrochene modulare Wand wurde vom Bildhauer Erwin Hauer geschaffen.

## Ausstattung
Die künstlerisch bedeutenden Glasfenster wurden von Kurt Absolon, Hermann Bauch, Margret Bilger, Georg Meistermann, Isolde Maria Joham und Rudolf Szyszkowitz gestaltet. Sie zeigen Symbole des Kirchenjahres, Sinnbilder des Taufwassers, den Jubel der Schöpfung, die Herabkunft des Heiligen Geistes, sowie Darstellungen der Liebe Christi und der Muttergottes als Rosa mystica. Josef Pillhofer schuf den Altar aus Marmor. Das Kruzifix als Plastik an der Chorwand ist von Josef Sieberer.
Anlässlich des 50. Kirchweihfestes gestaltete der Wiener Künstler Heinz Ebner ein neues Taufbecken, das am 22. Juni 2008 von Weihbischof Helmut Krätzl gesegnet wurde.

## Orgel
Die Orgel mit mechanischen Schleifladen aus dem Jahr 1964 stammt von Gregor Hradetzky. Sie hat zwanzig klingende Register, zwei Manuale und Pedal. Die Orgelweihe fand am 28. März 1965 statt.